# CD99
L'antigene CD99 (acronimo di Cluster of differentiation 99), noto anche come MIC2 o glicoproteina a catena singola di tipo 1, è una proteina transmembrana fortemente O-glicosilata, che è codificata dal gene CD99 nell'uomo. La proteina ha una massa di 32 kD. Insolitamente per un gene presente sul cromosoma X, il gene CD99 non subisce l'inattivazione X, ed è stato il primo gene pseudoautosomico di questo tipo ad essere scoperto negli esseri umani.

## Espressione
L'espressione dell'antigene CD99 avviene su tutti i globuli bianchi, ma in quantità maggiore sui timociti e si ritiene che aumenti l'adesione delle cellule T e l'apoptosi delle cellule T doppio positive. È stato trovato nelle cellule endoteliali e nel parodonto, compresi i fibroblasti gengivali e le cellule epiteliali gengivali. Partecipa anche alla migrazione e all'attivazione. Esistono anche prove sperimentali che dimostrano che si lega alla ciclofilina A.
Si trova sulla superficie cellulare dei tumori del sarcoma di Ewing ed è positivo nel follicoloma. È espresso maggiormente nei gliomi maligni che nel cervello, e tale sovraespressione si traduce in livelli più elevati di invasività e tassi di sopravvivenza più bassi.  Gli anticorpi anti-CD99 sono utilizzati nell'immunoistochimica diagnostica per distinguere il sarcoma di Ewing da altri tumori di aspetto istologico simile, nonché per l'identificazione di tumori del timo e di tumori delle cellule fusate, come il sarcoma sinoviale, l'emangiopericitoma e il meningioma. Si ritiene che EWS/FLI regoli il CD99, benché abbattimento di EWS/FLI comporta solo una modesta riduzione di CD99. Quando l'espressione di CD99 viene abbattuta nelle cellule umane con sarcoma di Ewing e tali cellule vengono trapiantate nei topi, lo sviluppo di tumori e metastasi ossee è ridotto.
La riduzione dell'espressione di CD99 determina una maggiore espressione di tubulina β-III e una maggiore crescita neuritica.
L'aumento dell'espressione di CD99 nella linea cellulare L428, una linea coinvolta nel linfoma di Hodgkin, ha portato alla ridifferenziazione di quelle cellule verso le cellule B. Di conseguenza, la perdita di differenziazione delle cellule B nel linfoma di Hodgkin può essere dovuta alla sottoregolazione dell'antigene CD99.
Gli uomini sembrano esprimere livelli più elevati di CD99 rispetto alle donne.

## Valore prognostico
Nei pazienti con linfoma diffuso a grandi cellule B (DLBCL) con sottotipo di cellule B del centro germinale (GCB, classificato secondo l'algoritmo di Muris), l'espressione positiva di CD99 ha determinato una migliore sopravvivenza libera da eventi (EFS) a 2 anni e una migliore sopravvivenza globale (OS) a 2 anni rispetto all'espressione negativa di CD99.
Di contro, nei pazienti con linfoma diffuso a grandi cellule B (DLBCL) non di tipo GCB, invece, l'espressione negativa di CD99 ha determinato una migliore EFS e OS a 2 anni.
Nei pazienti con carcinoma polmonare non a piccole cellule (NSCLC), una maggiore espressione di CD99 nello stroma determina una prognosi migliore.

## Interazioni
È stato dimostrato che sopprimendo l'affinità dell'integrina β1, il CD99 inibisce l'adesione della matrice cellulare-extracellulare.